# Tona anglesa
La tona anglesa o tona llarga és una unitat de massa del sistema anglosaxó o imperial de mesures utilitzada al Regne Unit i altres països de la Commonwealth. Això no obstant, ha sigut gairebé substituïda per la tona.

## Equivalències
- Una tona anglesa o curta equival a 2.240 lliures.
- Una anglesa o curta equival a 1.016,0469088 quilograms.